# Nawira Sevens 2004
El Nawira Sevens (North America and West Indies Rugby Association) de 2004 fue la primera edición del principal torneo de rugby 7 de la Confederación Norteamérica de Rugby.
Se disputó el 9 de junio en George Town, Islas Caimán.
El campeón clasificó a la Copa del Mundo de Rugby 7 2005.

## Fase de grupos

### Grupo A
| Equipo         | Encuentros | Encuentros | Encuentros | Encuentros | Tantos  | Tantos    | Tantos     | Puntos |
| Equipo         | jugados    | ganados    | empatados  | perdidos   | a favor | en contra | diferencia | Puntos |
| -------------- | ---------- | ---------- | ---------- | ---------- | ------- | --------- | ---------- | ------ |
| Estados Unidos | 4          | 4          | 0          | 0          | 111     | 0         | +111       | 12     |
| Jamaica        | 4          | 2          | 1          | 1          | 70      | 36        | +34        | 9      |
| Barbados       | 4          | 2          | 1          | 1          | 48      | 44        | +4         | 9      |
| Bahamas        | 4          | 1          | 0          | 3          | 12      | 86        | -74        | 6      |
| Islas Caimán   | 4          | 0          | 0          | 4          | 10      | 136       | -126       | 4      |

### Grupo B
| Equipo                       | Encuentros | Encuentros | Encuentros | Encuentros | Tantos  | Tantos    | Tantos     | Puntos |
| Equipo                       | jugados    | ganados    | empatados  | perdidos   | a favor | en contra | diferencia | Puntos |
| ---------------------------- | ---------- | ---------- | ---------- | ---------- | ------- | --------- | ---------- | ------ |
| Trinidad y Tobago            | 4          | 3          | 1          | 0          | 99      | 14        | +85        | 11     |
| Bermudas                     | 4          | 3          | 1          | 0          | 119     | 35        | +84        | 11     |
| Guyana                       | 4          | 2          | 0          | 2          | 87      | 36        | +51        | 8      |
| San Vicente y las Granadinas | 4          | 1          | 0          | 3          | 29      | 142       | -113       | 6      |
| Santa Lucía                  | 4          | 0          | 0          | 4          | 26      | 133       | -107       | 4      |

### Etapa eliminatoria

#### Copa de oro
|  | Semifinales       | Semifinales       | Semifinales |          |                | Copa              | Copa              | Copa         |  |
|  |                   |                   |             |          |                |                   |                   |              |  |
|  |                   |                   |             |          |                |                   |                   |              |  |
|  | Estados Unidos    | Estados Unidos    | 31          |          |                |                   |                   |              |  |
|  | Estados Unidos    | Estados Unidos    | 31          |          |                |                   |                   |              |  |
|  | Trinidad y Tobago | Trinidad y Tobago | 0           |          |                |                   |                   |              |  |
|  | Trinidad y Tobago | Trinidad y Tobago | 0           |          | Estados Unidos | Estados Unidos    | 61                |              |  |
|  |                   |                   |             |          | Estados Unidos | Estados Unidos    | 61                |              |  |
|  |                   |                   | Bermudas    | Bermudas | 0              |                   |                   |              |  |
|  | Bermudas          | Bermudas          | Bermudas    | Bermudas | 0              | 17                |                   |              |  |
|  | Bermudas          | Bermudas          |             |          |                | 17                |                   |              |  |
|  | Jamaica           | Jamaica           | 7           |          |                | Tercer lugar      | Tercer lugar      | Tercer lugar |  |
|  | Jamaica           | Jamaica           | 7           |          |                | Tercer lugar      | Tercer lugar      | Tercer lugar |  |
|  |                   |                   |             |          |                |                   |                   |              |  |
|  |                   |                   |             |          |                | Trinidad y Tobago | Trinidad y Tobago | 14           |  |
|  |                   |                   |             |          |                | Trinidad y Tobago | Trinidad y Tobago | 14           |  |
|  |                   |                   |             |          |                | Jamaica           | Jamaica           | 12           |  |
|  |                   |                   |             |          |                | Jamaica           | Jamaica           | 12           |  |
|  |                   |                   |             |          |                |                   |                   |              |  |

| Bandera de Estados Unidos |
| Campeón Estados Unidos    |
| 1.er título               |